# 조한결
조한결(2002년 9월 10일 ~ )은 대한민국의 배우이다.

## 출연

### 방송

#### 드라마
- 2020년 유튜브 《내리겠습니다 지구에서》 (웹 드라마) - 조한결 역
- 2021년 KBS 1TV 《속아도 꿈결》 - 임헌 역
- 2022년 KBS 2TV 《징크스의 연인》 - 조장근 역
- 2023년 웹드라마 《파랑의 온도》 - 수혁 역
- 2023년 웹드라마 《동수수퍼》 - 김동수 역
- 2024년 SBS 《커넥션》 - 어린 장재경 역 (지성 아역)
- 2024년 JTBC 《가족Χ멜로》 - 손형기 역
- 2025년 SBS 《귀궁》 - 비비 역
- 2025년 SBS 《트라이: 우리는 기적이 된다》 - 강태풍 역

### 뮤직비디오
- 2020년 윤도현 - 〈빗소리〉